# 阮玉柔順
豐禾公主阮玉柔順（越南语：／；1819年4月21日—1840年10月18日），越南阮朝明命帝第八女，生母安嬪胡氏隨。

## 生平
嘉隆十八年三月二十七日（1819年4月21日），阮玉柔順在順化京城出生。明命二十一年九月二十三日（1840年10月18日），柔順去世，享年二十二歲。明命帝追贈為豐禾公主，諡端艷。葬於承天府香水縣居正總居正社。嗣德二十年（1867年），列祀展親祠。咸宜元年（1885年）秋，合祀親勳祠。